# 昌吉博物馆
昌吉博物馆，其前身包括昌吉回族自治州博物馆、昌吉市博物馆、北庭研究院，是中华人民共和国新疆维吾尔自治区昌吉回族自治州集收藏、研究、展示、传播于一体的综合博物馆，国家三级博物馆，位于昌吉市南公园西路。
昌吉回族自治州博物馆成立于1994年，2021年增加“北庭研究院”成为昌吉州文博院。昌吉市博物馆成立于2012年。2023年5月，昌吉回族自治州博物馆、北庭研究院、昌吉市博物馆合并建制、整合建立昌吉博物馆。昌吉博物馆总建筑面积超过14500平方米，展厅面积超过3620平方米。设《丝绸之路天山廊道——昌吉历史文物陈列展》《情系中华爱满天山——新疆历史名人展》两个常设展。截止2023年5月，昌吉博物馆馆藏文物8299件（套），其中包括土尔扈特银印等文物在内的珍贵文物超过140件（套）。

## 建馆历史

### 早期

#### 昌吉回族自治州博物馆
1994年5月，昌吉回族自治州博物馆（后简称昌吉州博物馆）正式成立，与昌吉回族自治州文物管理所为一个机构两块牌子。同年7月，昌吉州博物馆建成，中华人民共和国国务院副总理邹家华为昌吉州博物馆提写馆名。8月，为庆祝昌吉回族自治州成立40周年，昌吉州博物馆举办了首个文物展，中国共产党新疆维吾尔自治区委员会副书记克尤木·巴吾东等人为文物展剪彩。此后，昌吉州博物馆多次举办不同主题陈列、展览，如20世纪末，昌吉州博物馆先后举办建国五十周年、迎澳门回归、庭州文物等主题展览。博物馆多次获得“全国文物系统先进集体”称号。
2003年8月，由国家文物局、福建援疆资金、新疆维吾尔自治区文物局、昌吉州财政部门等多方投资1000万元的昌吉州博物馆新馆建设项目立项，10月项目开工。建筑于2004年7月竣工。2008年11月，昌吉州博物馆正式开馆。新馆在旧馆的基础上建设而成，为框架结构，新旧两馆相连，总建筑面积超过7250平方米。新馆共5层，展厅面积4100平方米，其中一楼、二楼为《丝路庭州——历史文物展》，三楼为《昌吉民俗展》，四楼为《昌吉州改革开放成就展》，五楼为学术报告厅。
昌吉州博物馆新馆建成后，多次与其他地区博物馆合作，举办不同主题展览，包括2013年和中国闽台缘博物馆合作举办的《乡土风·两岸情，闽台民俗风情展》；2014年，与上海市历史博物馆合作举办的《衣袭华美——百年海派旗袍的前世今生》展等。除了办展外，昌吉州博物馆还负责文物普查工作，截止2014年昌吉州博物馆完成超过5800件文物的信息采集，并编辑出版《丝绸之路天山廊道——新疆昌吉古代遗址与馆藏文物精品》一书。2019年，昌吉州博物馆曾进行改造升级项目。截止2021年，昌吉州博物馆馆藏总数5067件（套），其中133件（套）为珍贵文物。昌吉州博物馆地址位于新疆昌吉市延安南路。
昌吉州文博院于2021年6月28日正式挂牌成立。文博院是基于昌吉回族自治州博物馆而修建，保留“昌吉回族自治州博物馆”牌子，增加“北庭研究院”牌子。

#### 昌吉市博物馆
昌吉市博物馆是昌吉文博中心的组成部分。昌吉文博中心于2012年7月成立并启动建设，2013年5月开工建设。昌吉文博中心2013年9月主体工程封顶，于2014年6月正式开馆，2015年3月全面开放。昌吉文博中心占地面积近33700平方米，建筑面积超10500平方米。昌吉文博中心（昌吉市博物馆）为文物系统国有博物馆，截止2021年，市博物馆展厅面积5000平方米，设4个基本陈列，包括《昌吉历史文化陈列展》《昌吉民俗文化陈列展》《福建泉州援疆展》《昌吉党史展》。馆藏包括石器、青铜器、陶瓷器、金银器等在内的各类文物和标本资料超过2160件，珍贵文物3件（套）。昌吉市博物馆位于新疆昌吉市南公园西路。

### 昌吉博物馆时期
昌吉博物馆是昌吉州融合收藏、研究、展示、传播当地历史文化的综合博物馆。由昌吉州博物馆、吉木萨尔县北庭研究院、昌吉市博物馆合并建制、整合建立。于2022年3月开始筹备建设，2023年5月18日正式开放。昌吉博物馆总建筑面积超过14500平方米，展厅面积超过3620平方米。设2个常设展，即《丝绸之路天山廊道——昌吉历史文物陈列展》《情系中华爱满天山——新疆历史名人展》，博物馆三楼有2个临时展厅，会展出如《丝路遗珍——古代丝绸之路上的货币展》等临时展。相比于合并之前，新建的昌吉博物馆提升了展馆面积、文物展览数量，更新了如大量图文展板、辅助声光电等展示方法。昌吉博物馆新馆位于昌吉市南公园西路。2024年，昌吉博物馆被列为国家三级博物馆。

## 主要陈列

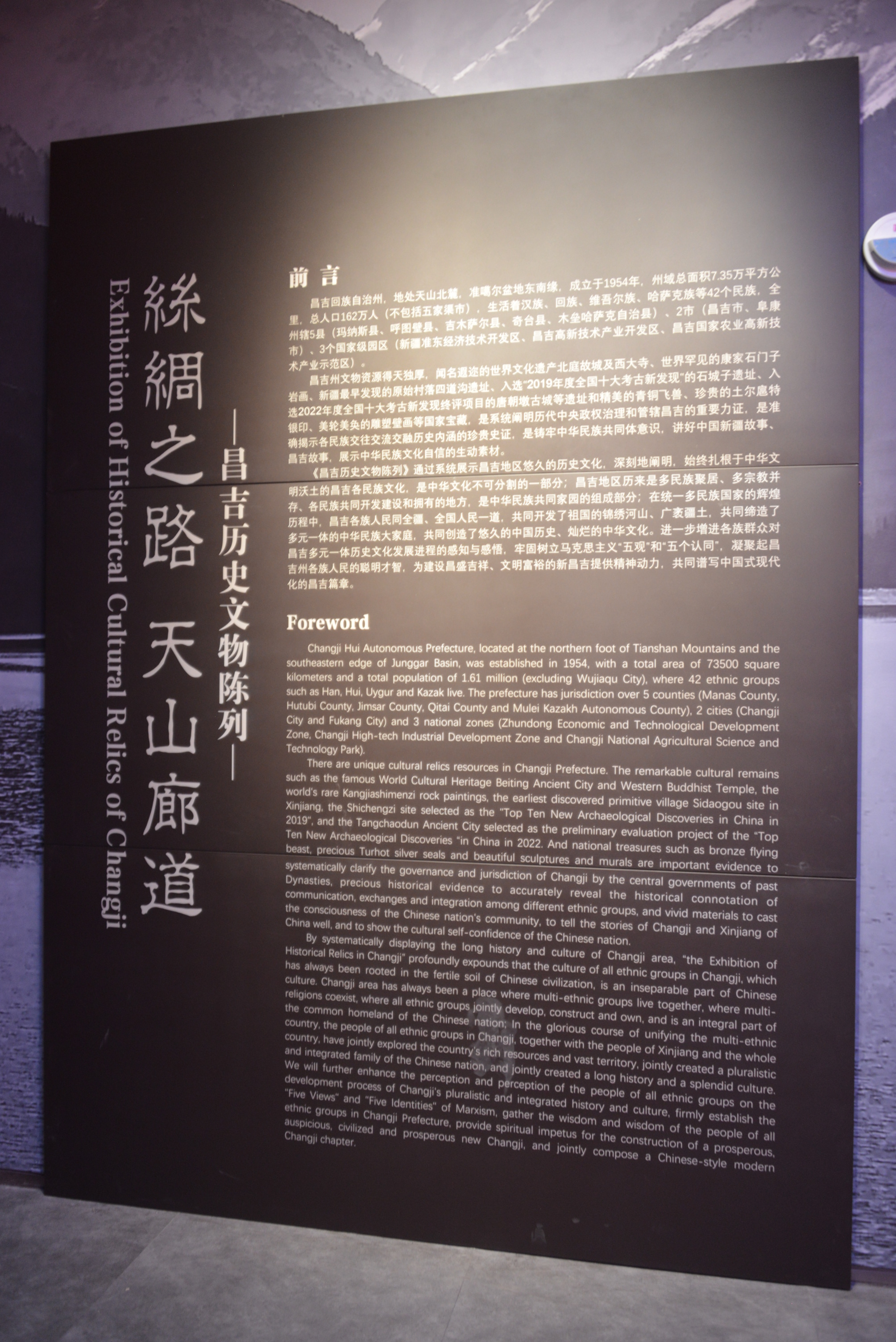
丝绸之路 天山廊道——昌吉历史文物展

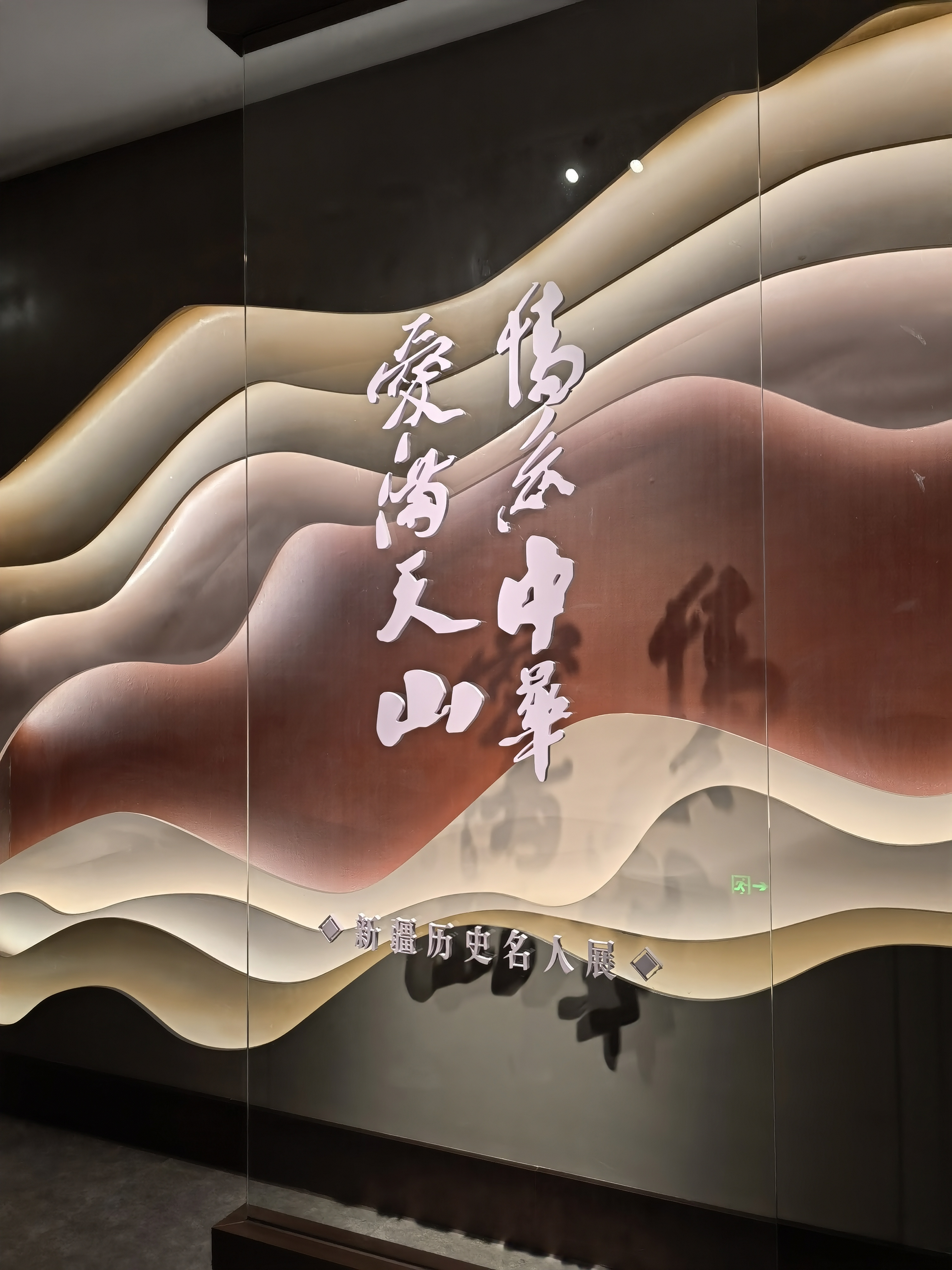
情系中华 爱满天山——新疆历史名人展

### 丝绸之路 天山廊道——昌吉历史文物展
《丝绸之路 天山廊道——昌吉历史文物展》是昌吉博物馆常设展之一，分布于昌吉博物馆一楼和二楼展厅内。《丝绸之路 天山廊道——昌吉历史文物展》展出文物700件左右，以时间为线索，分为九个部分，通过实物、图片、文字、场景模型等形式展示昌吉回族自治州的历史文化和重要历史事件。内容包括世界文化遗产丝绸之路：长安—天山廊道的路网中的北庭故城遗址、康家石门子岩雕刻画等。

### 情系中华 爱满天山——新疆历史名人展
《情系中华 爱满天山——新疆历史名人展》是昌吉博物馆另一常设展，2021年中国共产党昌吉回族自治州委员会宣传部和昌吉回族自治州文博院（博物馆、北庭研究院）主办的展览，展陈大纲由曾著《新疆历史名人》一书的新疆大学教师周轩执笔。《情系中华 爱满天山——新疆历史名人展》分布于昌吉博物馆二楼，展出西汉至中华民国大陆时期包括张骞、岑参、麻赫穆德·喀什噶里、玉素甫·哈斯·哈吉甫、鲁明善、左宗棠、包尔汉等52位新疆历史人物的故事，展陈包括2件国家珍贵文物在内的文物50余件。

## 重要文物

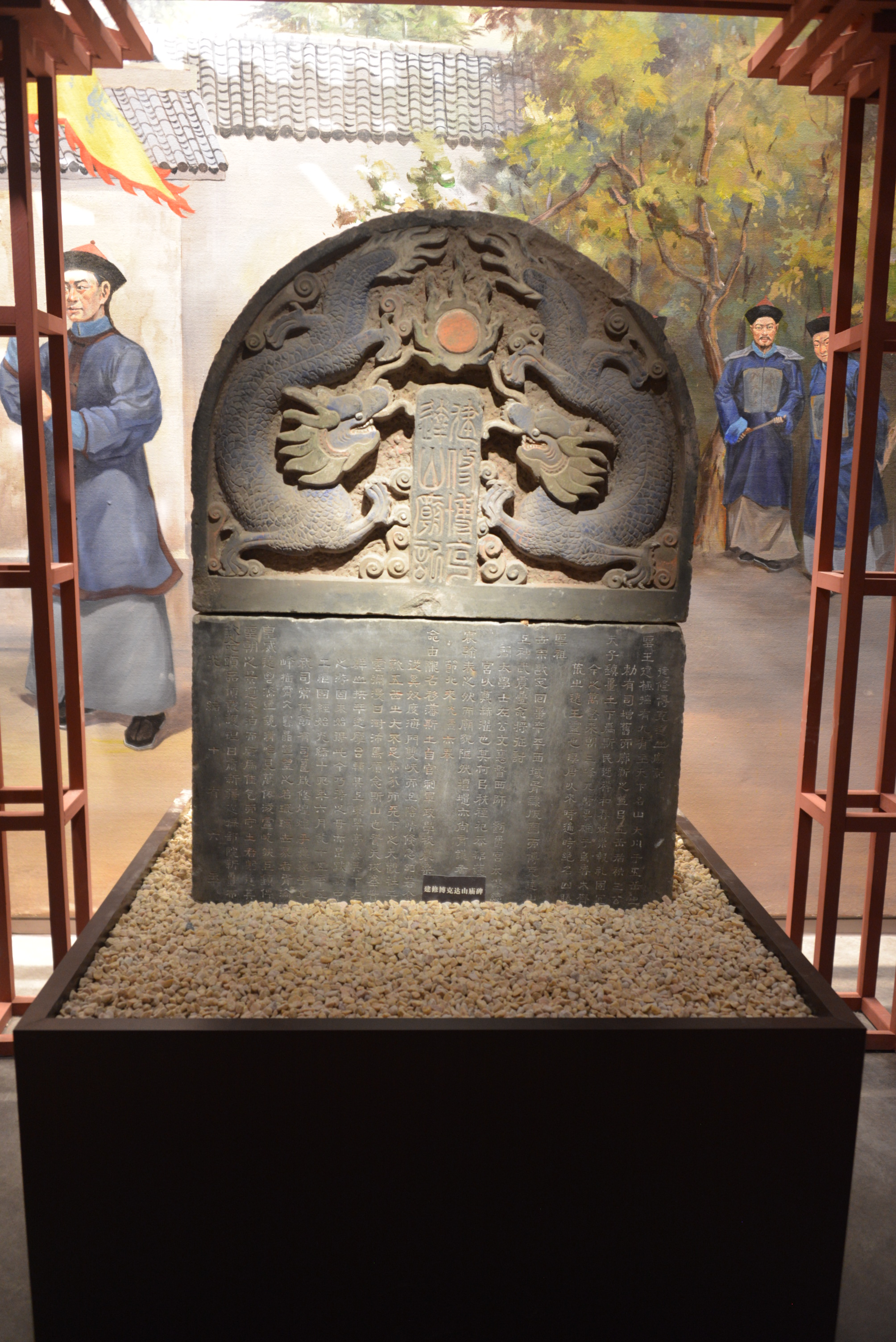
“建修博克达山庙记”碑

截止2023年5月，昌吉博物馆开放之日，昌吉博物馆馆藏文物8299件（套），其中珍贵文物超过140件（套），最著名的包括双鱼纹铜镜、土尔扈特银印、“建修博克达山庙记”石碑等文物。

### “建修博克达山庙记”碑
“建修博克达山庙记”碑于2010年，新疆文物考古研究所对阜康市天山天池附近的博克达山庙遗址考古时被发掘。石碑石碑高71厘米、宽76厘米，仅存两部分，分别是碑额和碑身，其中碑身右下角残缺。碑额为半圆形，红褐色砂质岩地，雕刻有图案“二龙朝日”，并着有彩绘。石碑碑身刻有楷书26行，内容为“建修博克达山庙记”，记述了博克达山庙修建的时间、实施情况，描述了天山天池及山庙附近的自然地理，以及新疆布政使魏光焘于光绪十六年（1890年）建庙立碑等内容。
博克达山庙遗址和石碑发现之前，新疆境内的官主山川祭祀仅有文献记载：清乾隆帝曾两次下文“祭告”博格达山，之后每年春秋两季，当地官员便会组织祭山活动。但相关内容并无实物佐证。“建修博克达山庙记”碑是官主祭祀的主要证据之一，也证实了清政府对新疆的管理，同样对山川祭祀研究亦有价值。

### 土尔扈特银印

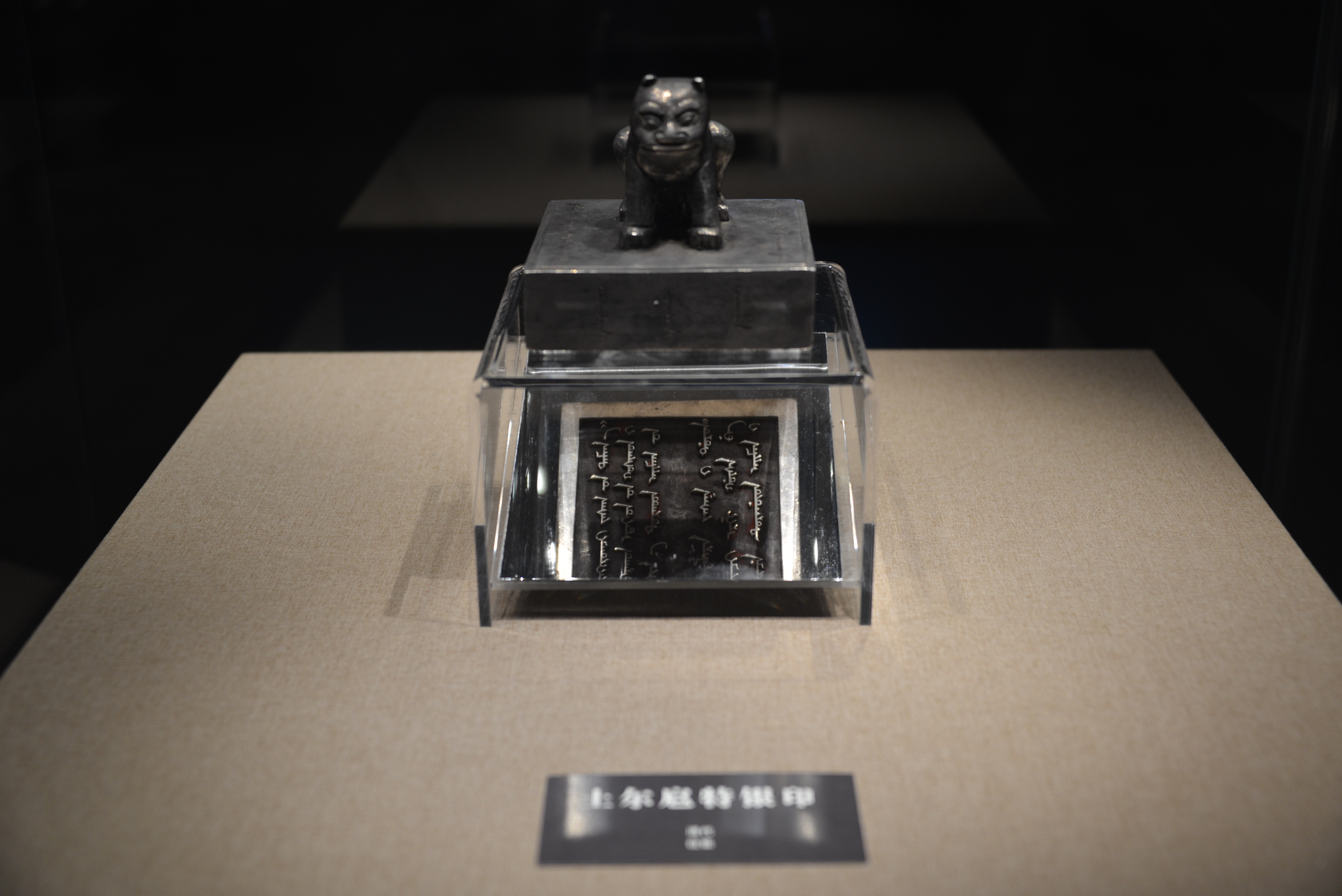
土尔扈特银印

土尔扈特银印于1994年从吉木萨尔县县城征集而来，现为国家一级文物。土尔扈特银印产自清代，银制，正方形，虎纽，长宽为10.7厘米，通高9.8厘米，形制完整。银印有满文、蒙古文、汉文的铭文。印章面刻蒙古文和满文，背面两侧刻满文，内容大意为“新土尔扈特部右旗管旗扎萨克之印”。印四侧中三侧为汉字楷书，分别是“礼部造”“乾字伍佰拾捌号”“乾隆叁拾柒年拾月日”，“礼部造”对面为满文“礼部造”。
清政府共为土尔扈特部颁发过25枚银印，其中1枚被收回，6枚下落不明，其余被新疆维吾尔自治区博物馆、昌吉博物馆等博物馆、档案局、文物局收藏。昌吉博物馆馆藏的土尔扈特银印为新土尔扈特部右旗管旗扎萨克印。

## 社教活动
昌吉博物馆成立之前，昌吉州博物馆、昌吉市博物馆都会组织多种社教活动，如昌吉州博物馆组织的《新疆“四史”流动博物馆》、《2019年全国十大考古发现—奇台石城子遗址》流动博物馆巡展，昌吉市博物馆组织的文物进校园、校园讲解员大赛等活动。
昌吉博物馆成立后，先后与共青团新疆维吾尔自治区委员会团校、昌吉学院、新疆农业职业技术学院等7所高校及中小学建立馆校合作关系，并于2023年7月成为自治区团校实践教育基地。昌吉博物馆成立后，昌吉州教育局曾组织州内各县、市和新疆生产建设兵团第六师五家渠市的师生，在昌吉博物馆开展研学实践活动。

## 图库

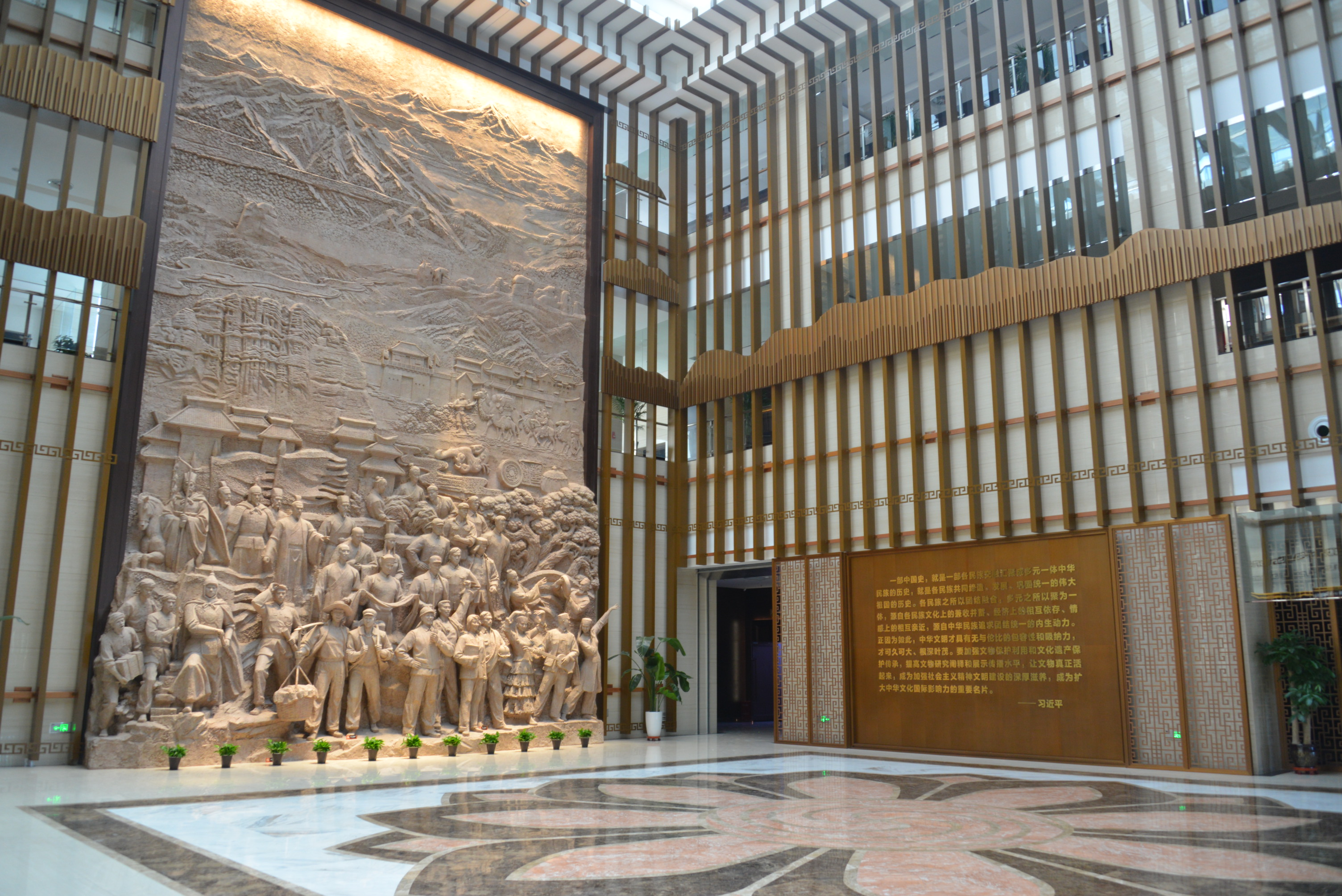
昌吉博物馆 大厅
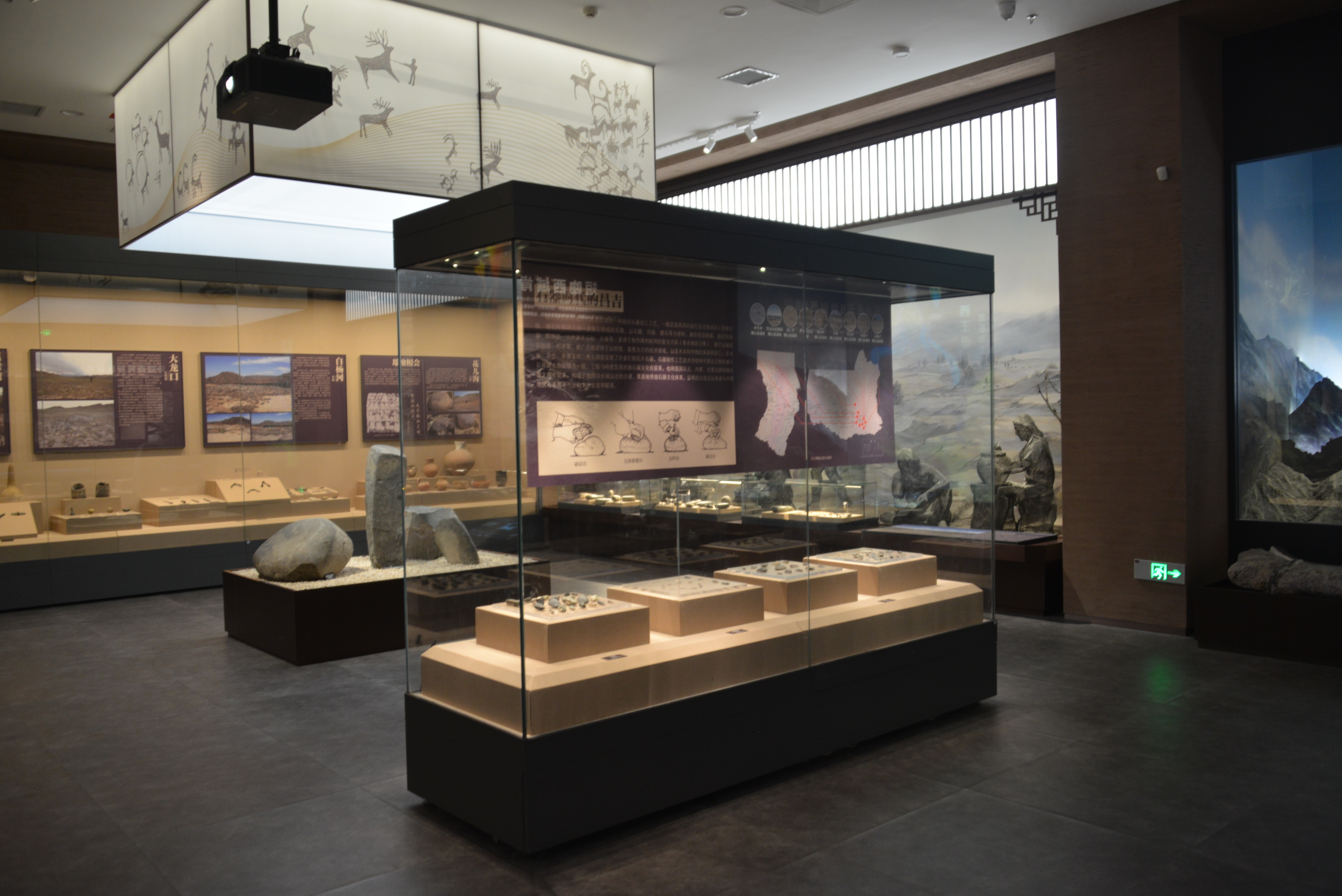
丝绸之路 天山廊道——昌吉历史文物展内
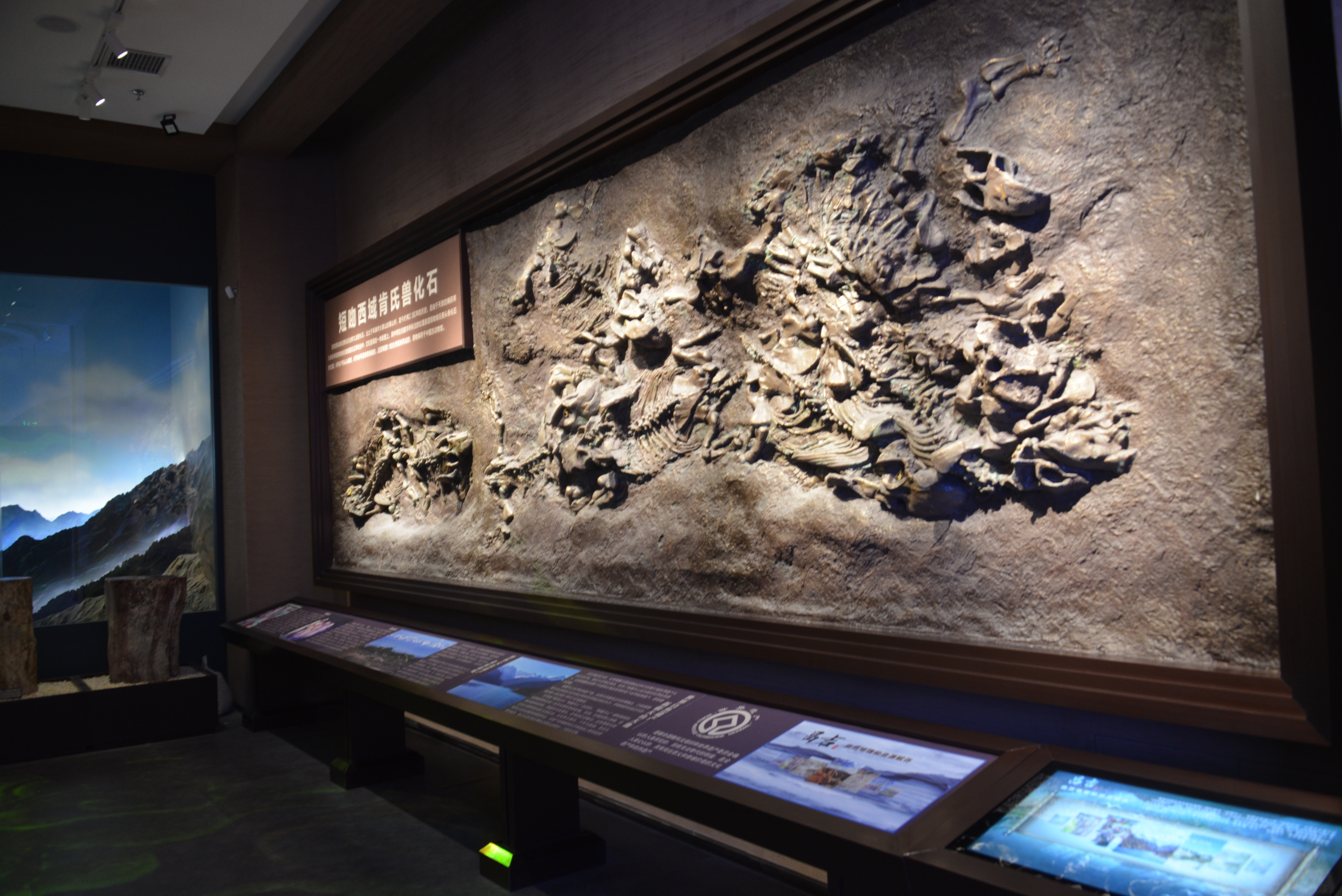
昌吉博物馆展出的短吻西域肯氏兽化石
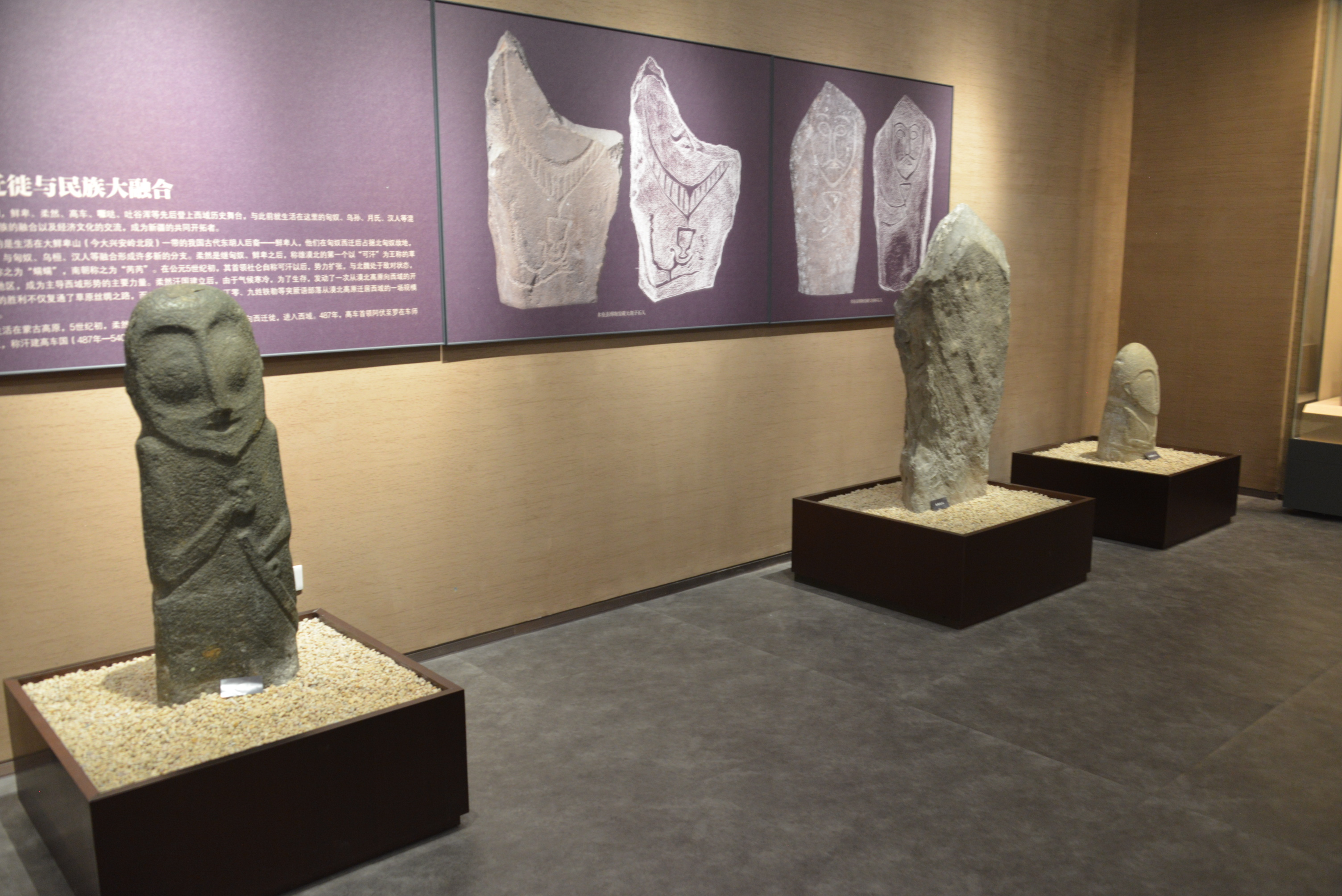
昌吉博物馆展出的石人
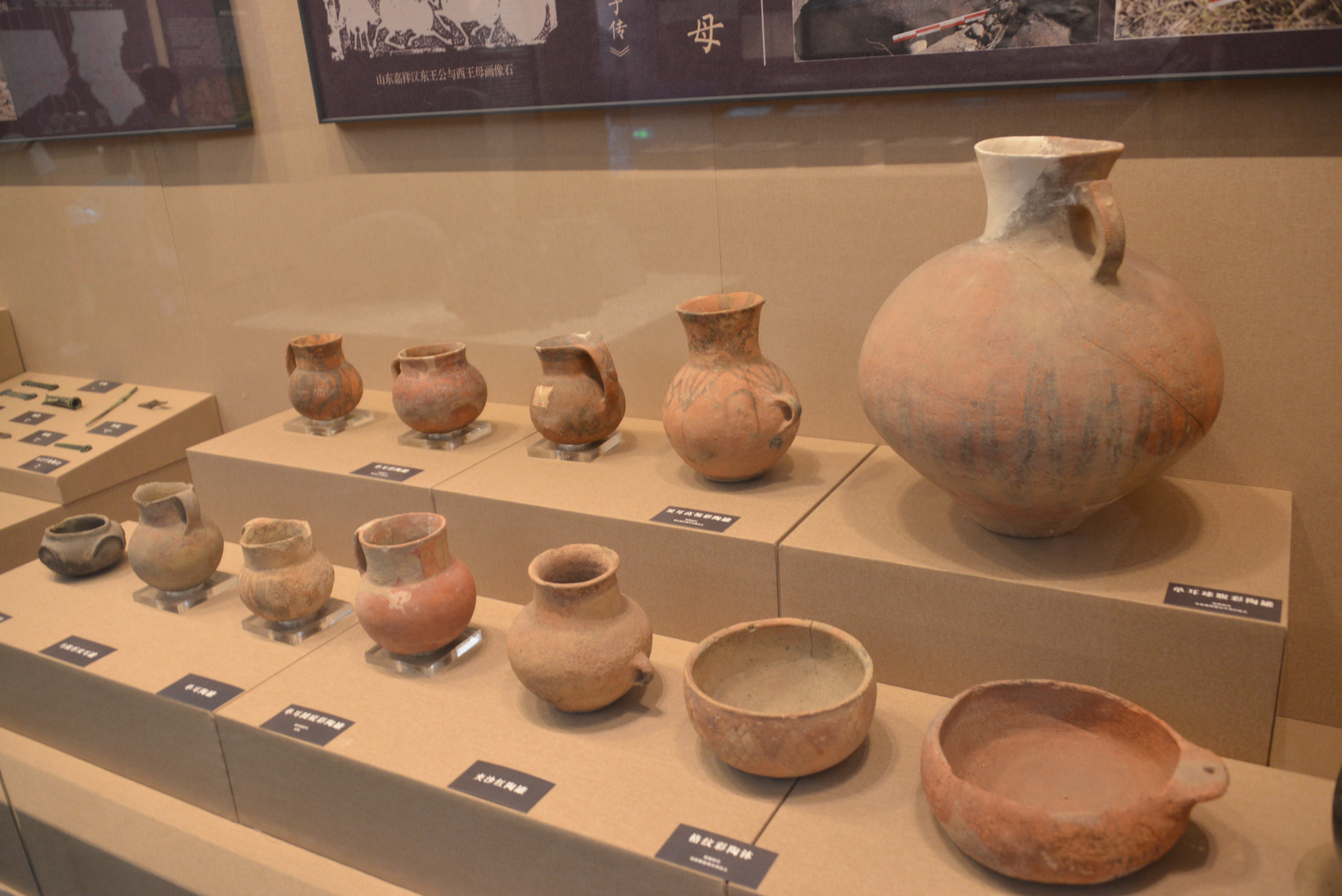
昌吉博物馆展出的彩陶文物
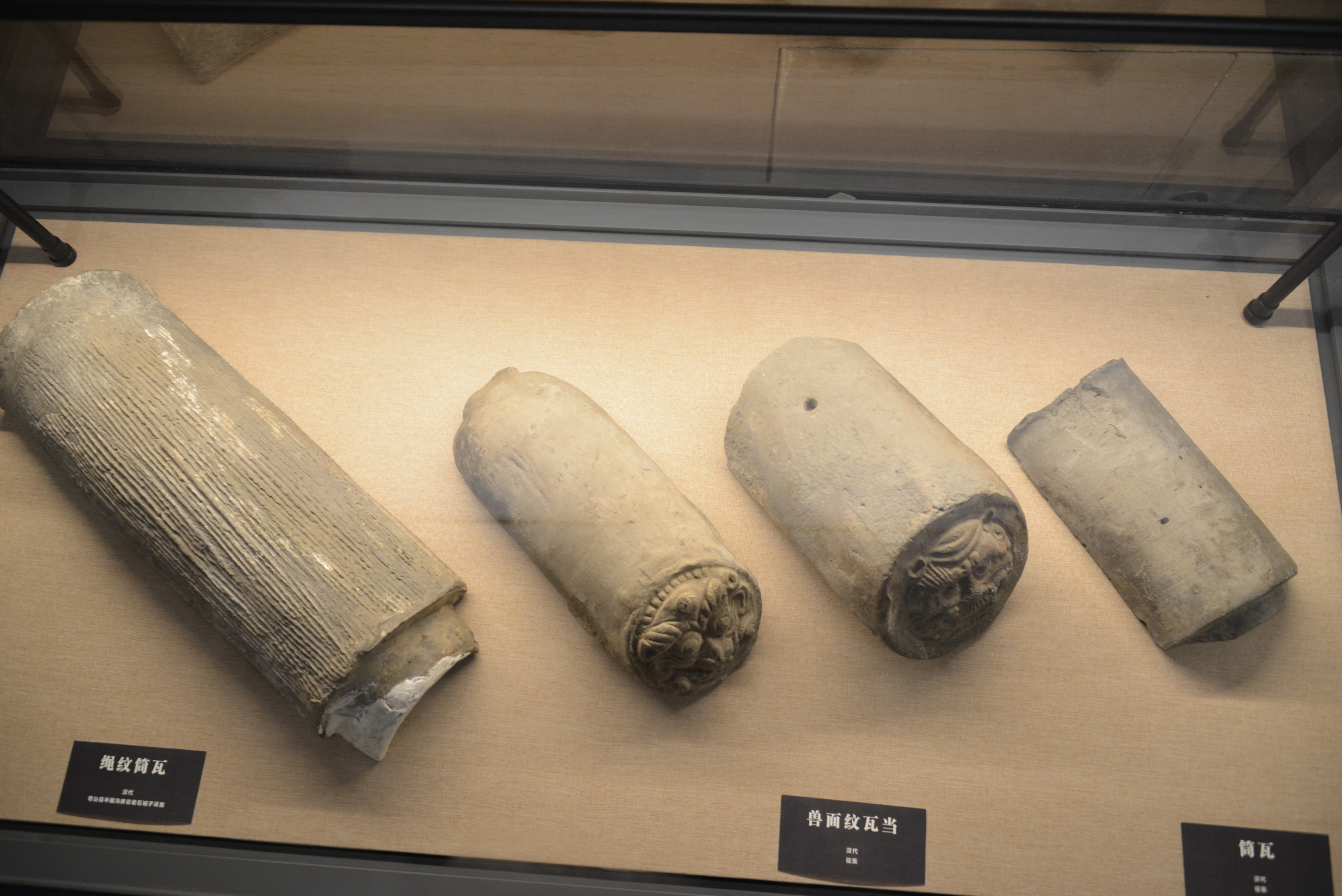
石城子遗址出土的瓦、瓦当
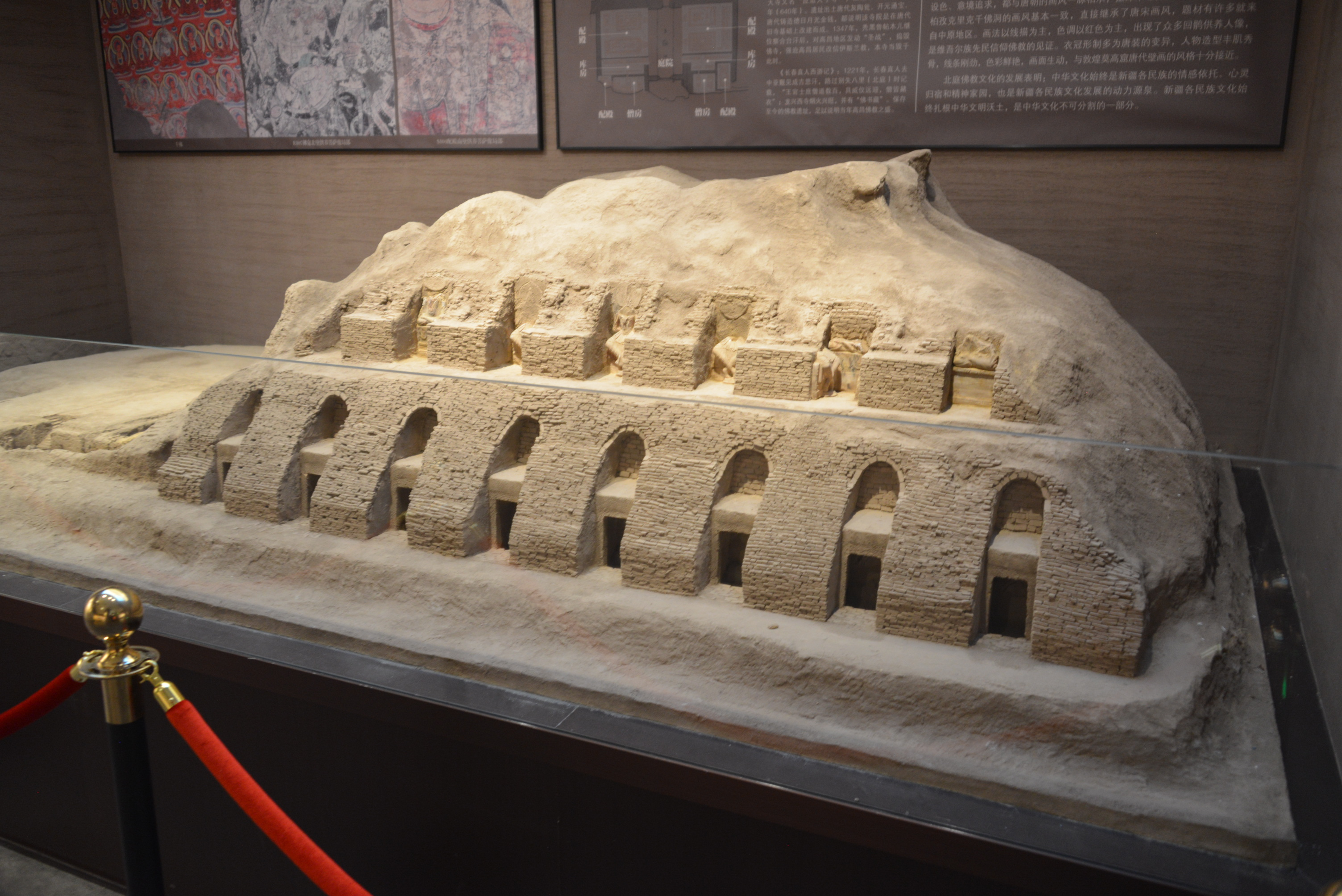
北庭西大寺复原模型
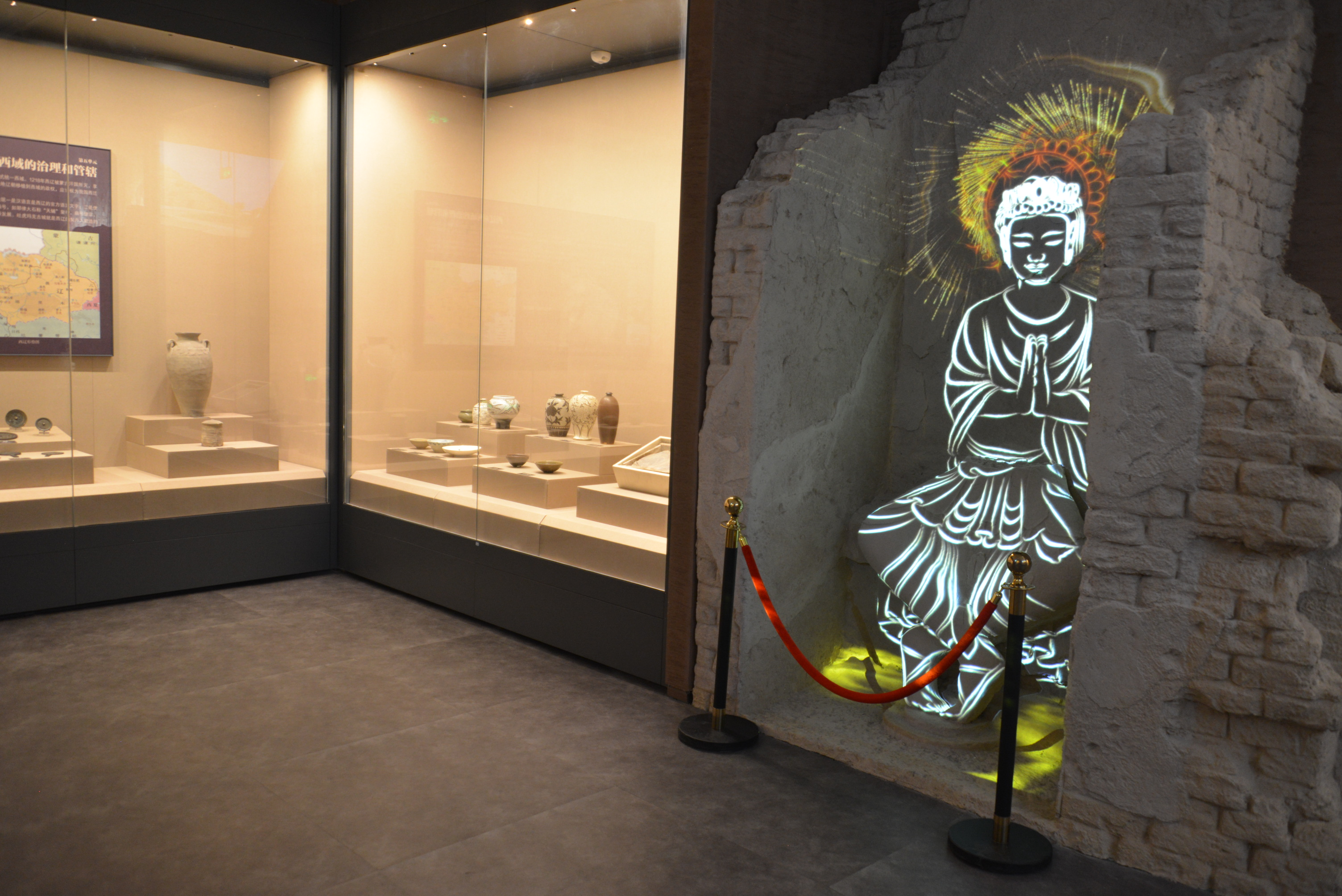
昌吉博物馆一角，光影还原佛像
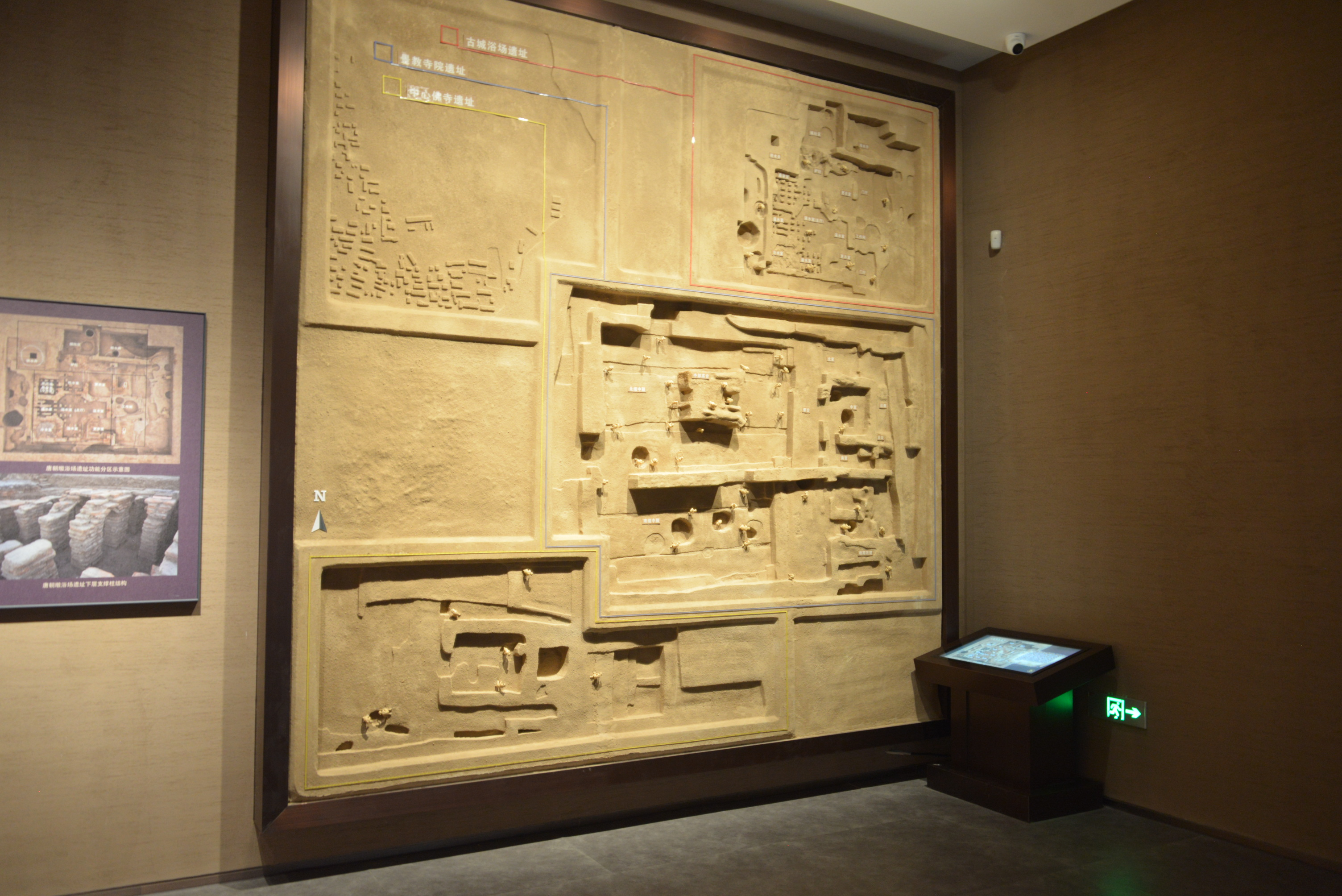
昌吉博物馆的唐朝墩古城遺址复原
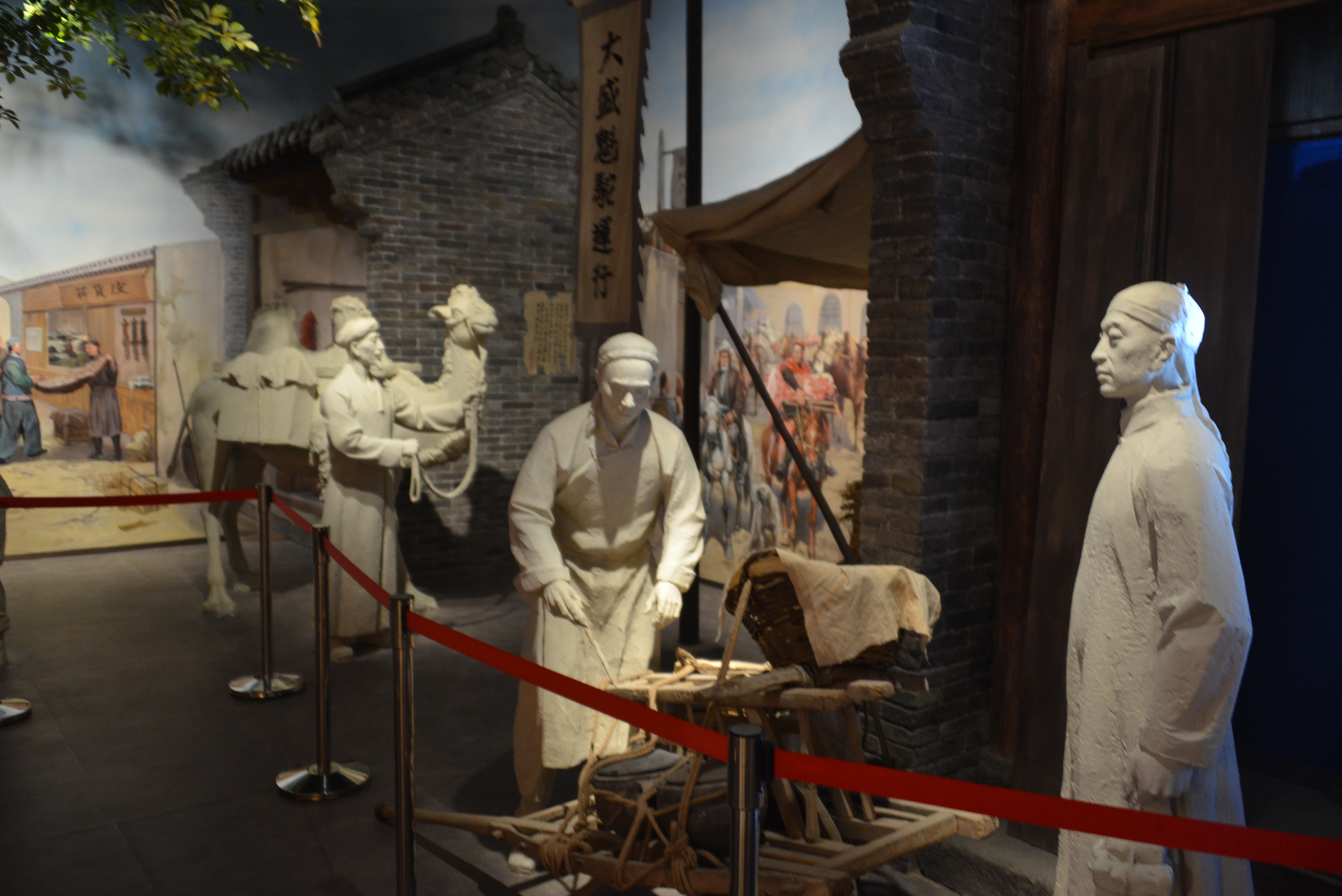
昌吉博物馆展出的清代贸易场景还原
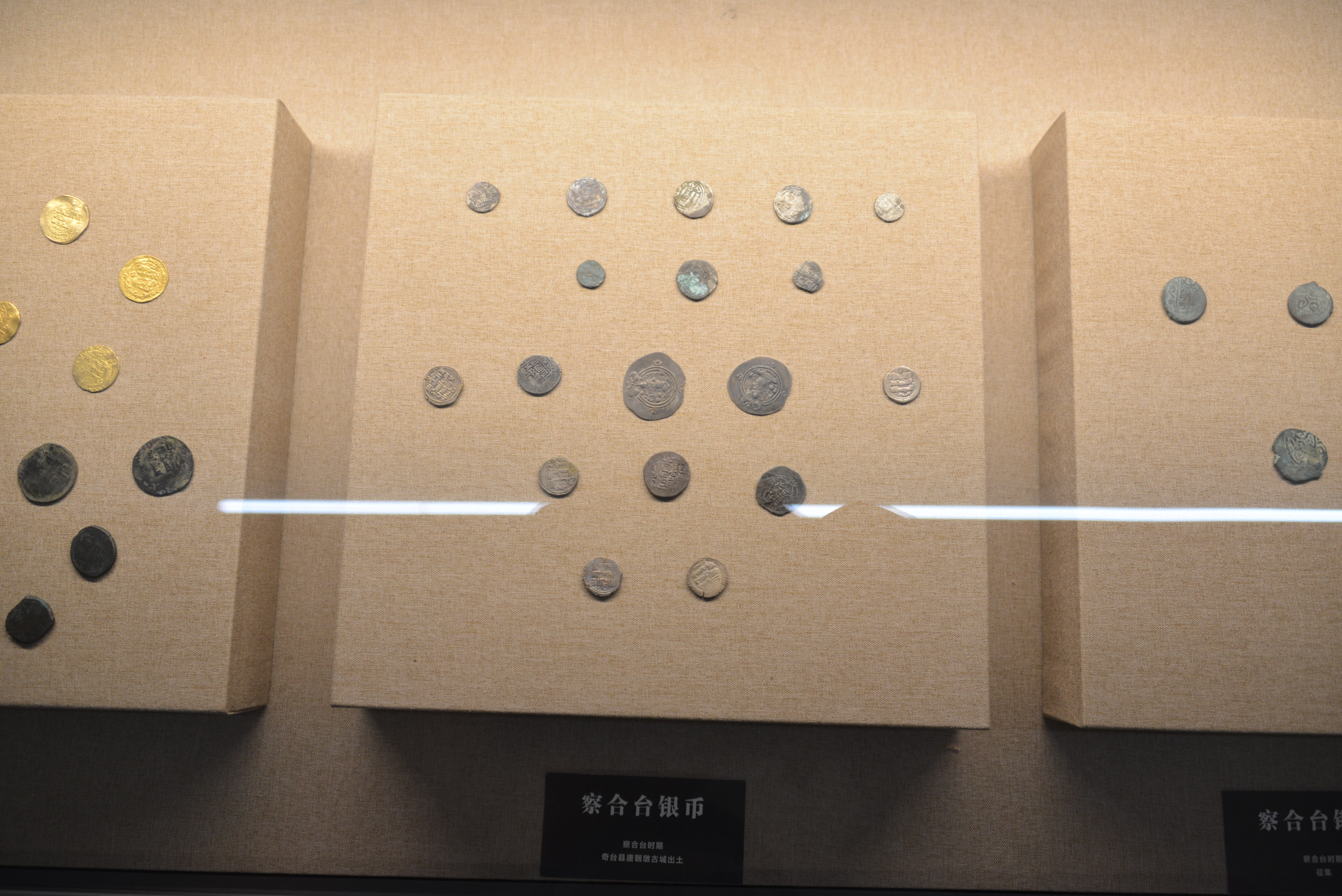
昌吉博物馆馆藏的察合台货币
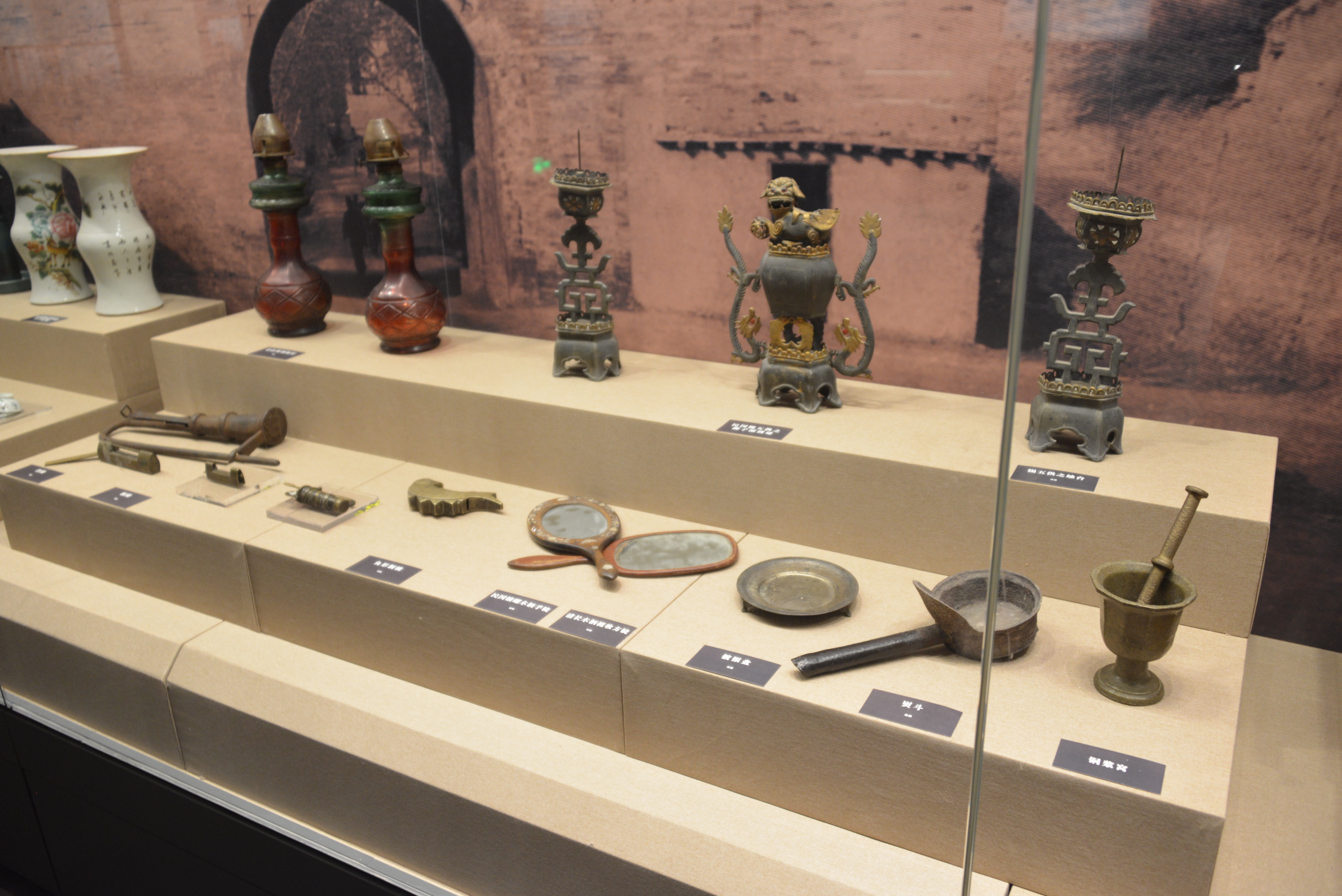
昌吉博物馆展出的中华民国大陆时期部分生活用品
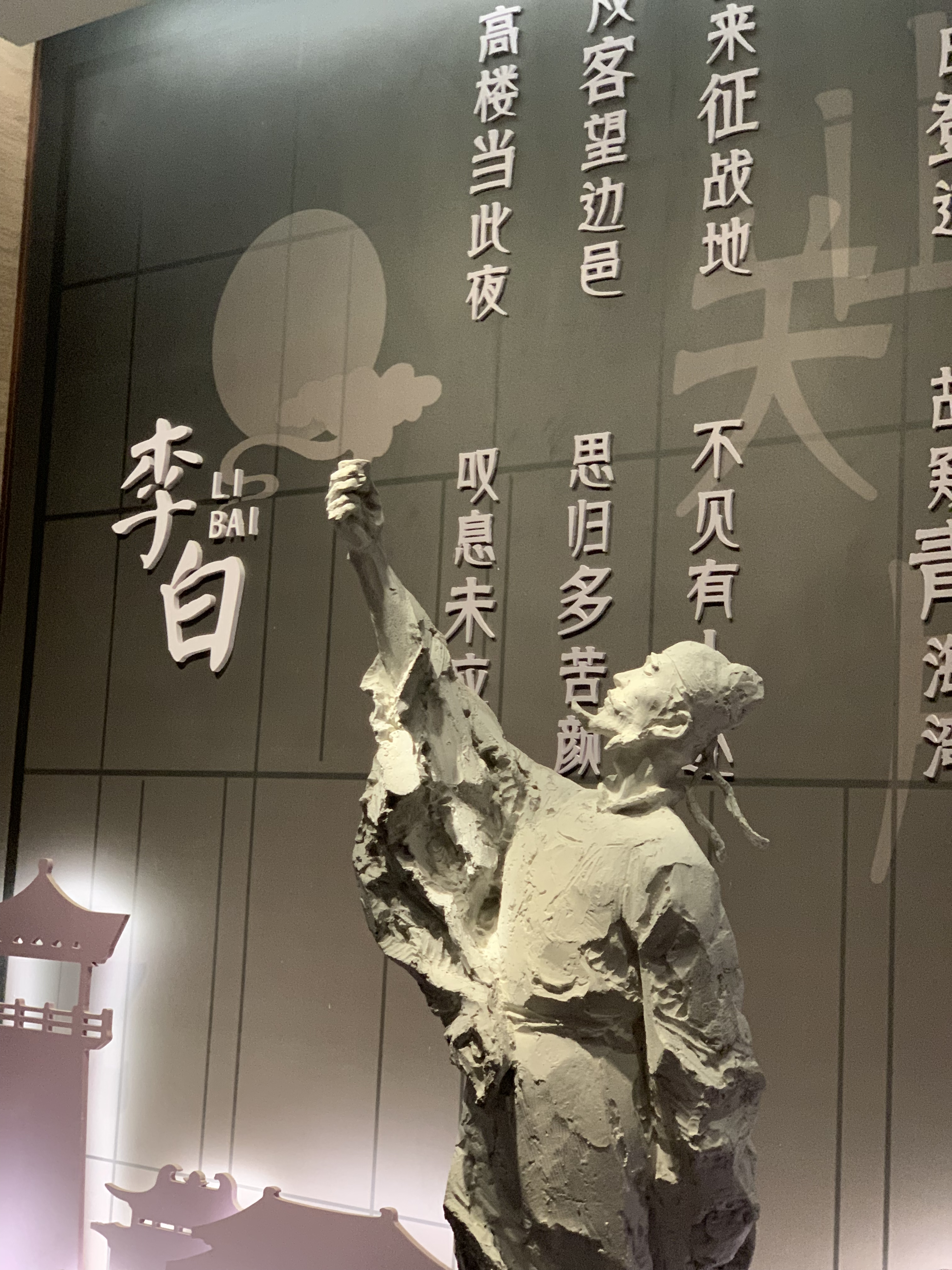
新疆历史名人展展出的李白雕像